# Tlokweng
Tlokweng est une ville du Botswana proche de la capitale Gaborone. Elle fait partie du District du Sud-Est.
Lors du recensement de 2011,Tlokweng comptait 36 323 habitants.